# Locomotiva DB 23
Le locomotive gruppo 23 erano locomotive a vapore con tender per treni passeggeri costruite negli anni cinquanta del XX secolo per la Deutsche Bundesbahn.

## Storia
Il progetto venne sviluppato nell'immediato dopoguerra allo scopo di sostituire le onnipresenti ma ormai vecchie prussiane P 8. Vennero costruite quindi in numero consistente e negli anni cinquanta ne entrarono in servizio ben 105 esemplari. Si trattava di locomotive atte a servizi passeggeri veloci leggeri o a media distanza. Alla costruzione delle locomotive contribuirono le principali fabbriche tedesche del settore; la Henschel con 29 unità, la Jung con 51, la Lokomotiv- und Waggonbaufabrik Krupp con 21 e la Maschinenfabrik Esslingen con 4.
L'ultima locomotiva, la 23.105, costruita dalla Arnold Jung Lokomotivfabrik entrò in servizio nel 1959 e fu l'ultima macchina a vapore prodotta in Germania ovest. Tale esemplare è stato preservato dopo la sua radiazione dal servizio nel Museo dei Trasporti di Norimberga; è stato seriamente danneggiato nell'incendio del museo il 17 ottobre del 2005.
Le locomotive vennero riclassificate Br 023 a partire dal 1º gennaio 1968 in seguito alle nuove regole di classificazione dei rotabili della DB. L'ultimo lotto di locomotive del deposito di Crailsheim venne ritirato dal servizio nel 1976.
Essendo macchine di nuova progettazione ebbero il meglio della tecnica tedesca del settore in quanto a telaio, forno, caldaia e tender. La lubrificazione delle parti in rotazione venne centralizzata e automatizzata; un buon numero di macchine ebbe cuscinetti a rotolamento per gli assi al posto delle tradizionali boccole.
La velocità raggiungibile era di 110 km/h; la buona stabilità della macchina le permetteva di mantenere fino a 85 km/h nella marcia a ritroso.

## Locomotive preservate
(Alla data del settembre 2006)
- 23 019 al Deutsche Dampflokomotiv-Museum a Neuenmarkt-Wirsberg.
- 23 023 in forza al museo ferroviario Stoom Stichting Nederland di Rotterdam.
- 23 029 come monumento davanti all'istituto tecnico di Aalen.
- 23 042 operativa nella ferrovia museo Darmstadt-Kranichstein in Assia
- 23 058 operativa per gli scopi amatoriali della società Eurovapor.
- 23 071 operativa nella ferrovia-museo Veluwsche Stoomtrein Maatschappij in Apeldoorn, Paesi Bassi.
- 23 076 operativa dal 2007, nella ferrovia-museo Veluwsche Stoomtrein Maatschappij.
- 23 105 a Heilbronn (Baden-Württemberg) nel Süddeutsches Eisenbahnmuseum Heilbronn; in prestito dalla DB fino al 2016

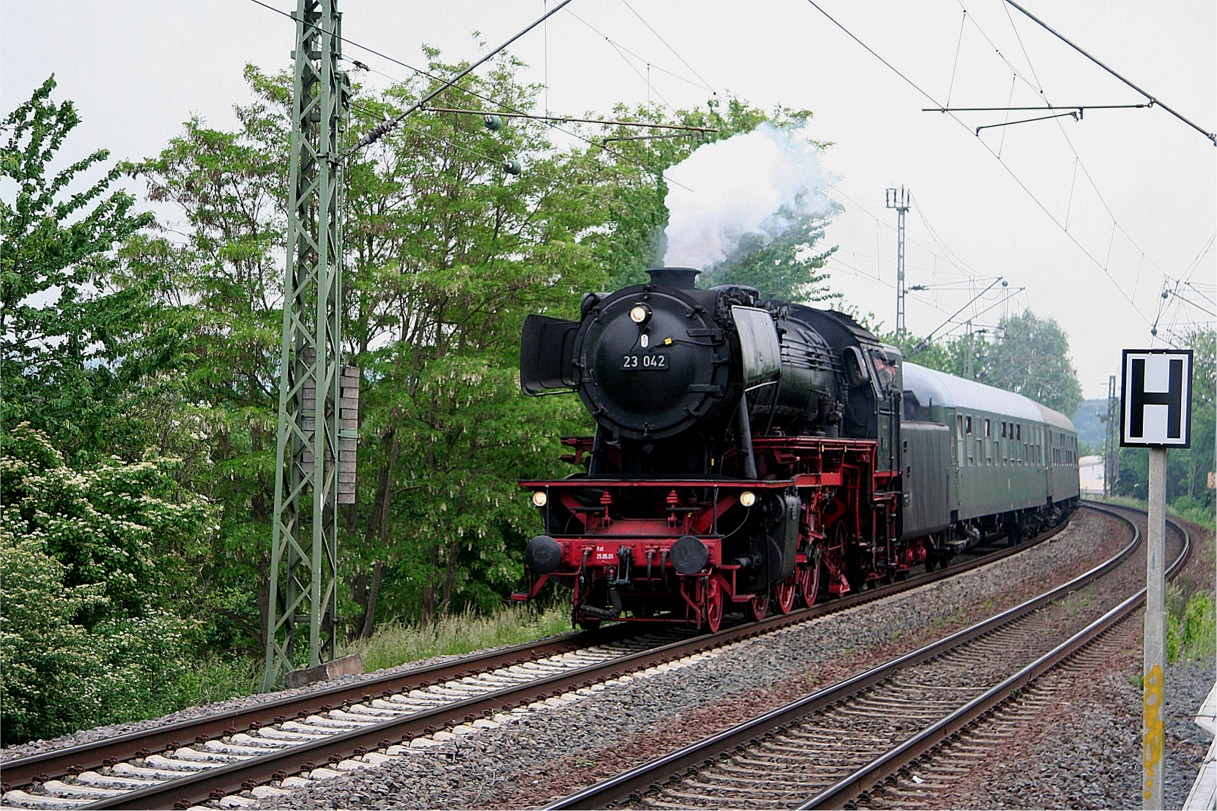
Sulla linea Koblenz – Neuwied.
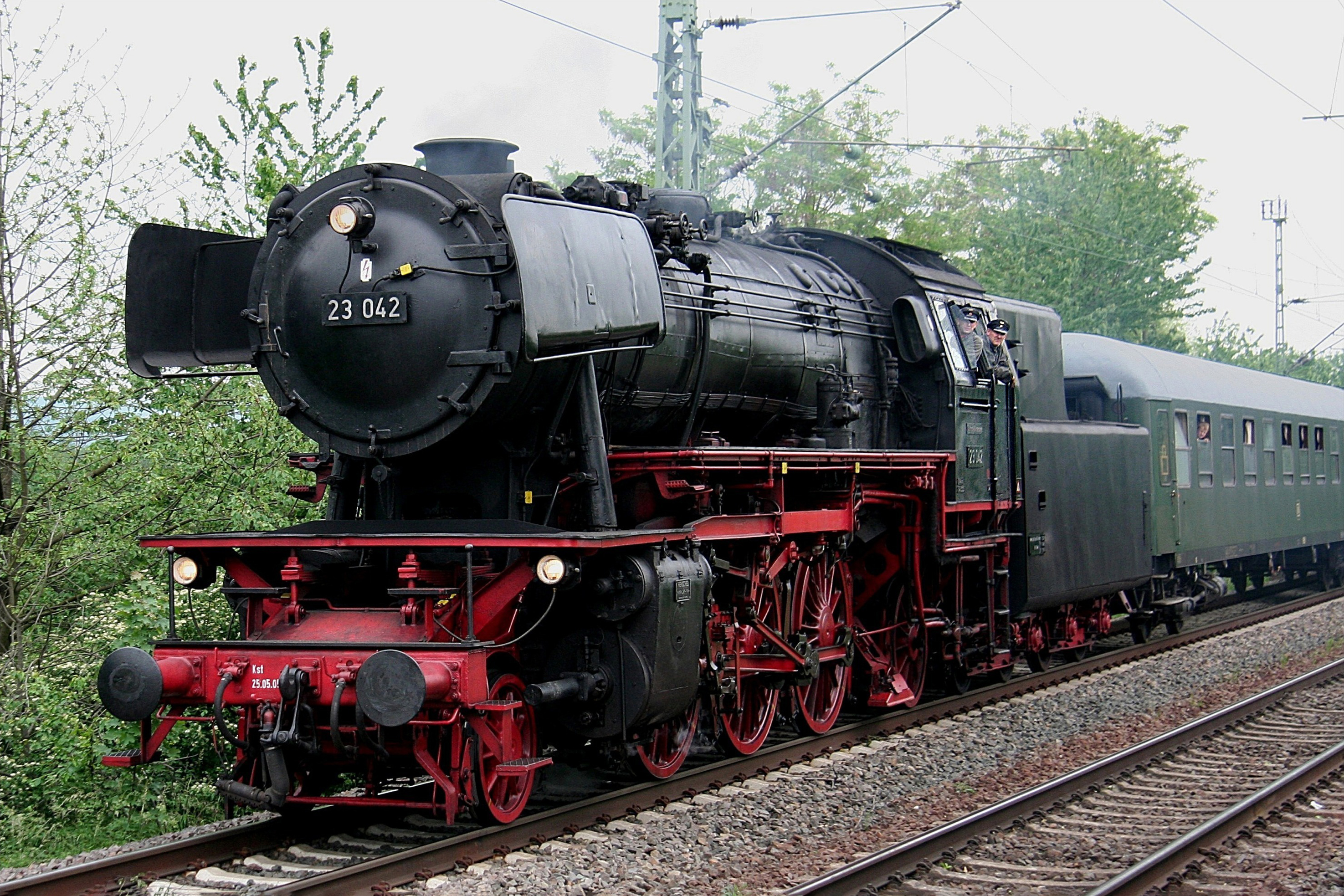
Nei pressi di Urmitz.
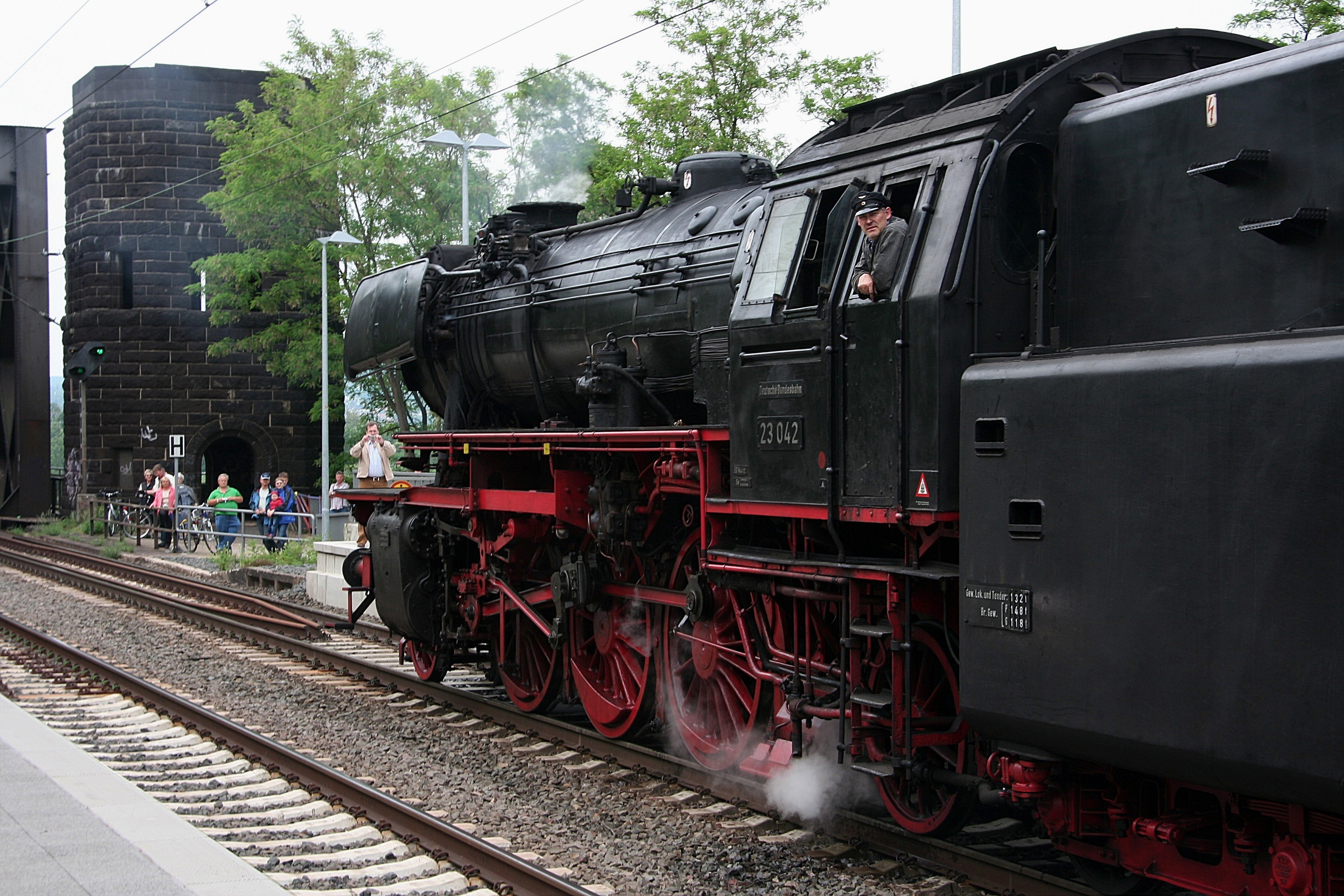
Di fronte al ponte sul Reno.
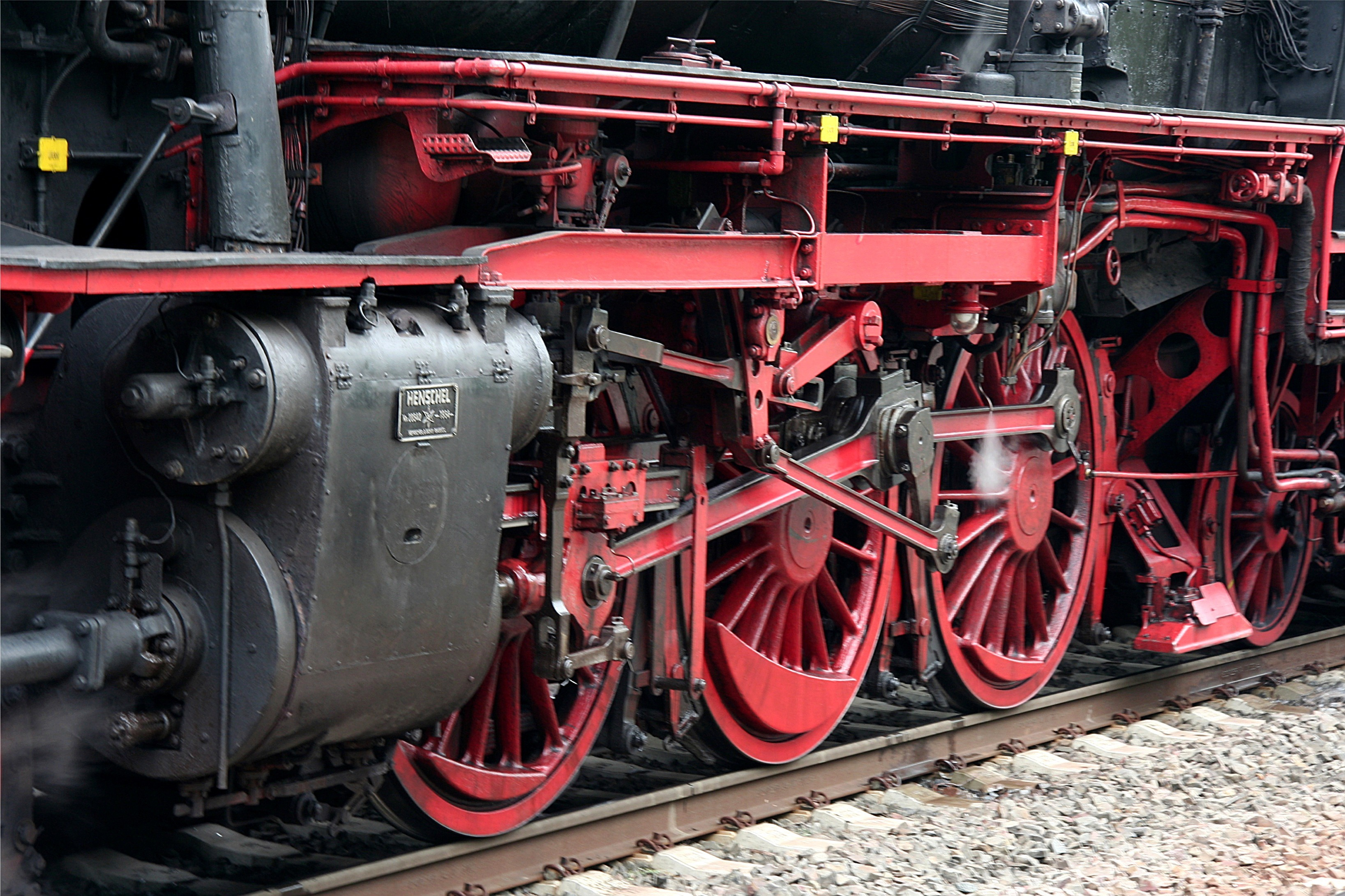
Vista del rodiggio della locomotiva 23.042.
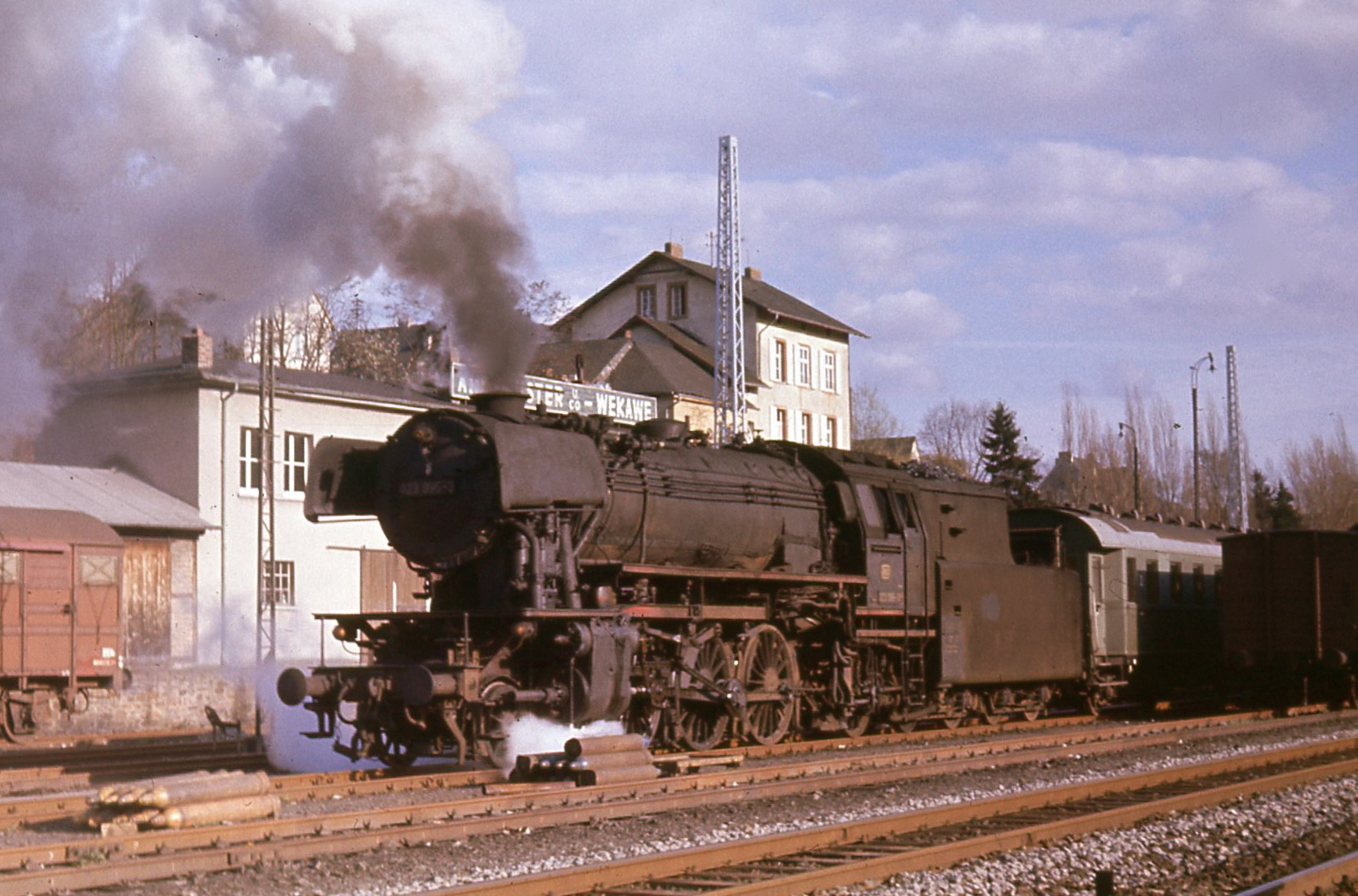
Locomotiva Br 23 in servizio nella valle della Mosella, nel 1972.